# Bahir
Bahir eller Sefer habbahir סֵפֶר הַבָּהִיר (he. "Klarhedens Bog") er et anonymt, mystisk værk.